# Glochidion brunnescens
Glochidion brunnescens är en emblikaväxtart som beskrevs av Albert Charles Smith. Glochidion brunnescens ingår i släktet Glochidion och familjen emblikaväxter.
Artens utbredningsområde är Fiji. Inga underarter finns listade i Catalogue of Life.